# St. Laurentius (Kaltenwestheim)

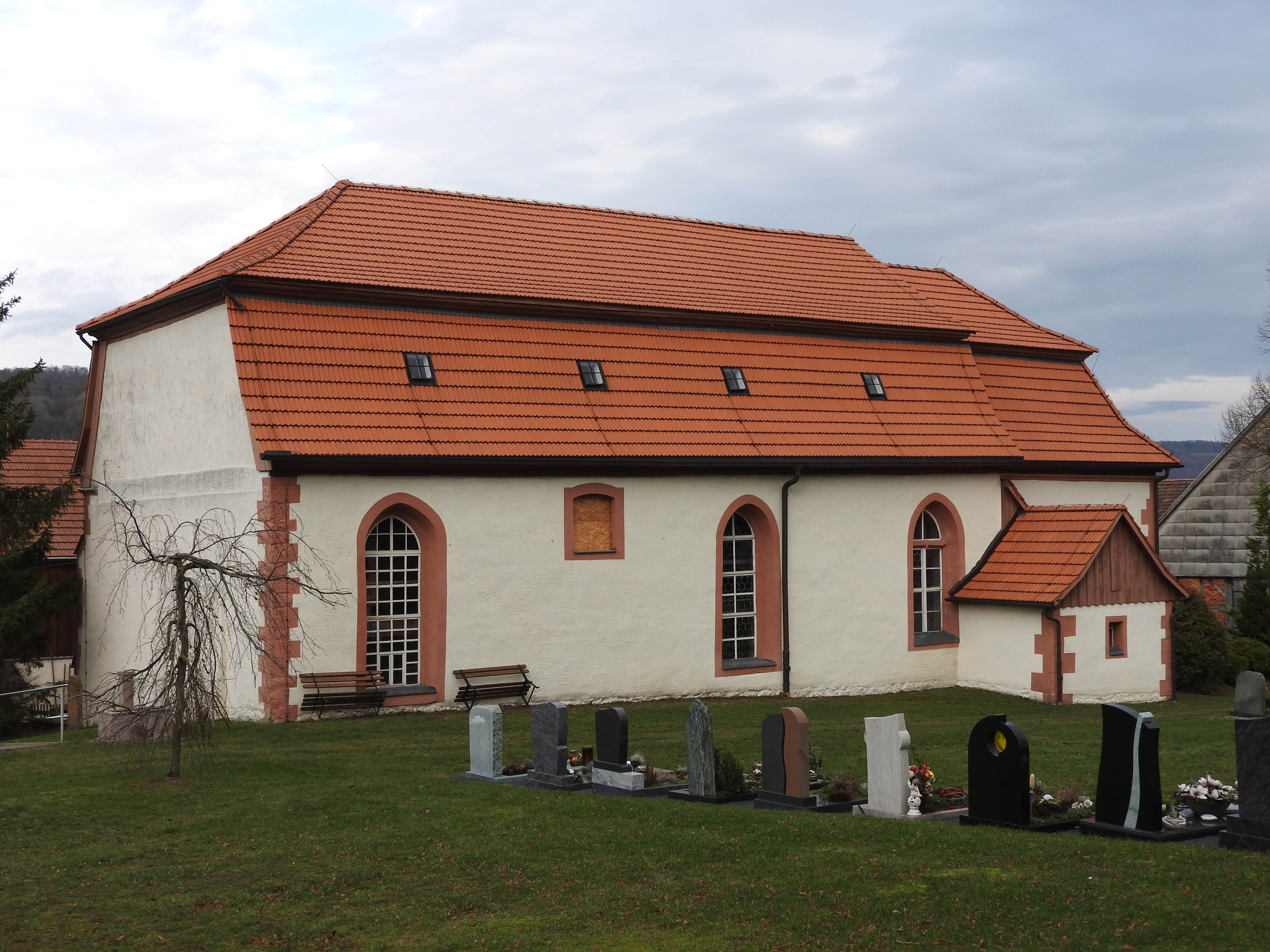
St.-Laurentius-Kirche

Die evangelisch-lutherische Dorfkirche St. Laurentius steht in Kaltenwestheim, einem Ortsteil von Kaltennordheim im Landkreis Schmalkalden-Meiningen in Thüringen.

## Geschichte
Die Vorgängerkirche wurde 1600 bis 1606 errichtet. Architekt waren ein Herr Hubertus und der Bildhauer Abius. Nachdem ein Großbrand im Jahre 1796 diese Kirche zerstört hatte, wurde drei Jahre später die heutige Kirche (bis auf den Kirchturm) auf den Grundmauern wieder erbaut. Der Taufstein der alten Kirche blieb erhalten.